# Camélia Jordana
Pour les articles homonymes, voir Camélia Jordana (album) et Jordana.
Camélia Jordana est une auteure-compositrice-interprète, musicienne et actrice française née le 15 septembre 1992 à Toulon.
Révélée en 2009 par l'émission Nouvelle Star de M6 où elle finit en troisième position, elle sort son premier album Camélia Jordana en 2010.
Également actrice depuis 2013, elle remporte le César de la meilleure révélation féminine en 2018 pour son rôle dans Le Brio.
En 2019, lors de la 34e cérémonie des Victoires de la musique, elle remporte la récompense de l'album de musiques du monde avec son album Lost.

## Biographie

### Jeunesse et formation (1992-2008)
Camélia Jordana Aliouane naît le 15 septembre 1992 à Toulon. Petite-fille d’immigrés algériens, baignée dans cette culture, elle est la fille d'un chef d'entreprise de transport de béton et d'une thérapeute en développement personnel. Sa grand-mère, aînée d'une fratrie pauvre de neuf enfants, vient vivre en France avec son mari, avec qui elle travaille dans la culture des pêches, dans le Var, dans les années 1950. En Algérie, son grand-père était un référent local du Front de libération nationale (FLN), parti politique indépendantiste.
Camélia Jordana grandit à La Londe-les-Maures. Elle suit ses études au lycée Jean-Aicard de Hyères, jusqu'en première littéraire. Elle tient son goût pour le chant de sa mère, chanteuse lyrique amatrice. Celle-ci l'inscrit à des cours de piano, qu'elle suit pendant sept ans, et de théâtre.

### Révélation médiatique (2009)
À 16 ans, Camélia Jordana décide de se présenter à la sélection de la septième saison de l’émission télévisée Nouvelle Star, à Marseille, en interprétant What a Wonderful World de Louis Armstrong. Elle séduit le jury et le public avec son allure des années 1970 et sa voix de chanteuse de jazz.
Elle accède à la troisième place de la compétition, mais est éliminée en demi-finale. Son échec suscite une polémique. Dans Télérama, par exemple, un journaliste écrit  « Toute la France parle de vous ce matin […]. A star is born » et promet de ne pas regarder la finale (« Sans vous, quel intérêt ? »).
En juin 2009, après la fin de l'émission, Jordana signe un contrat avec la maison de disques Sony Music, ce qui lui permet d'enregistrer son premier album (Camélia Jordana, sorti le 29 mars 2010).

### Premier album (2010-2011)

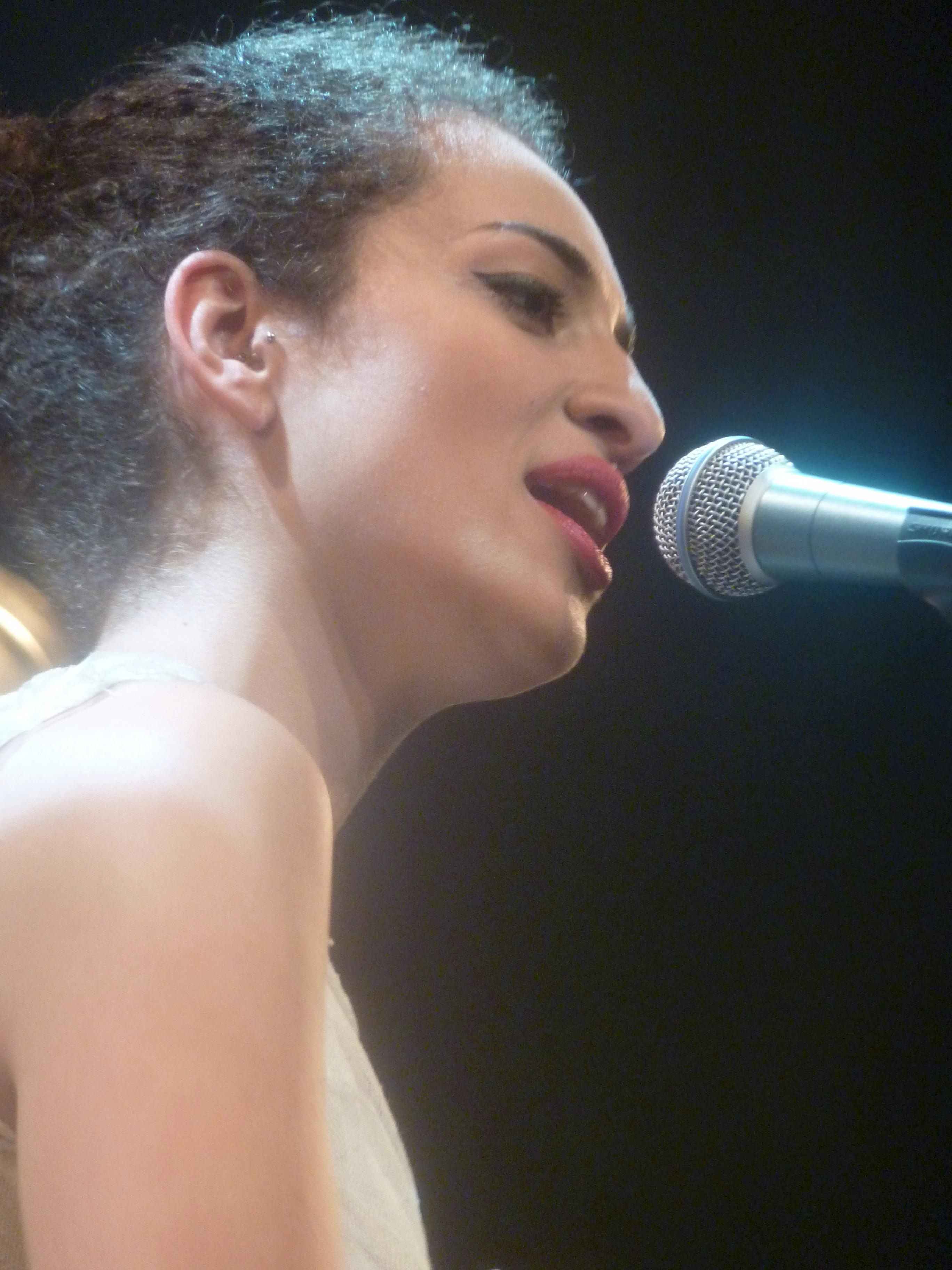
Camélia Jordana en concert en 2011.

Dès le lendemain de sa diffusion sur l'iTunes Store, la chanson Non, non, non (Écouter Barbara) se classe à la troisième place des ventes. L'album est à la première place des ventes sur iTunes Store dès le 31 mars[réf. souhaitée]. La première semaine, selon le Syndicat national de l'édition phonographique (SNEP) et GFK Music, l’album se vend à 10 169 exemplaires et atteint la 9e place du classement.
Après Non, non, non (Écouter Barbara), les titres Calamity Jane et Moi c'est ont fait l'objet de diffusions séparées transmises aux stations de radios et de clips vidéo parus sur YouTube respectivement le 21 août 2010 et le 5 février 2011.
Mi-novembre 2010, soit huit mois après sa sortie, le premier album de Jordana est certifié disque de platine avec plus de 110 000 exemplaires vendus.

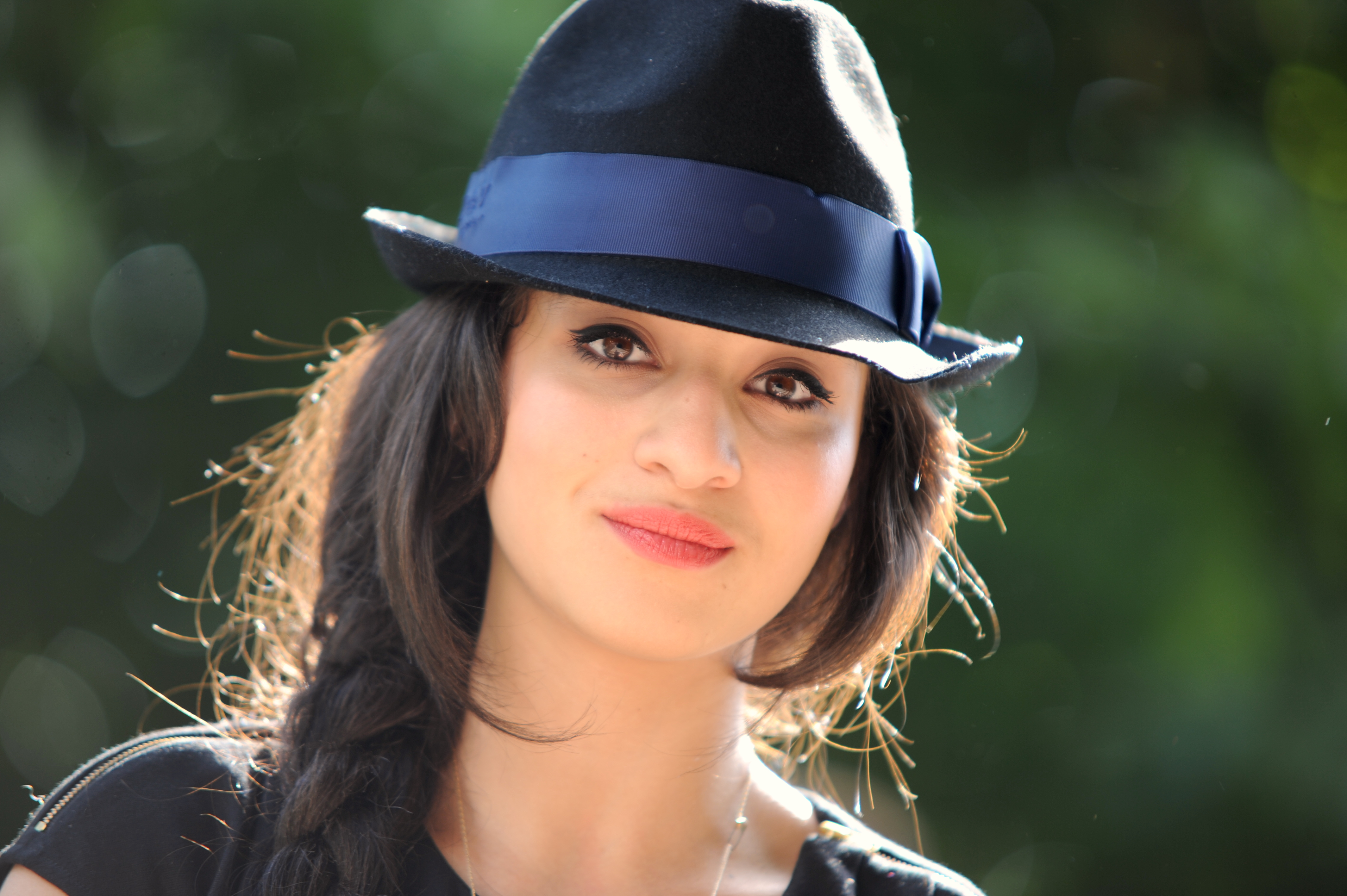
Camélia Jordana, le 25 juin 2010 à Paris.

Dans le cadre du soutien aux droits de l’enfant dans le monde, l’UNICEF France a fait appel le 20 novembre 2010 à Camélia Jordana. La chanson Non, non, non (Écouter Barbara) a été réécrite pour l'occasion et présentée sous forme de mobilisations éclair (dites flashmobs) à travers la France[source insuffisante] et d'une vidéo participative [source insuffisante].
Jordana a été nommée deux fois aux Victoires de la musique 2011 dans les catégories « Artiste révélation du public » et « Artiste révélation scène ». Elle a également été nommée aux NRJ Music Awards dans la catégorie « Révélation française de l'année » et aux Globes de cristal dans la catégorie « Meilleure interprète féminine ».
Un an après sa parution, son premier album s'était vendu à plus de 160 000 exemplaires, et devenait ainsi l’une des meilleures ventes de l'année pour un artiste débutant,,,.

### Consécration en tant qu’actrice et deuxième album (2012-2017)

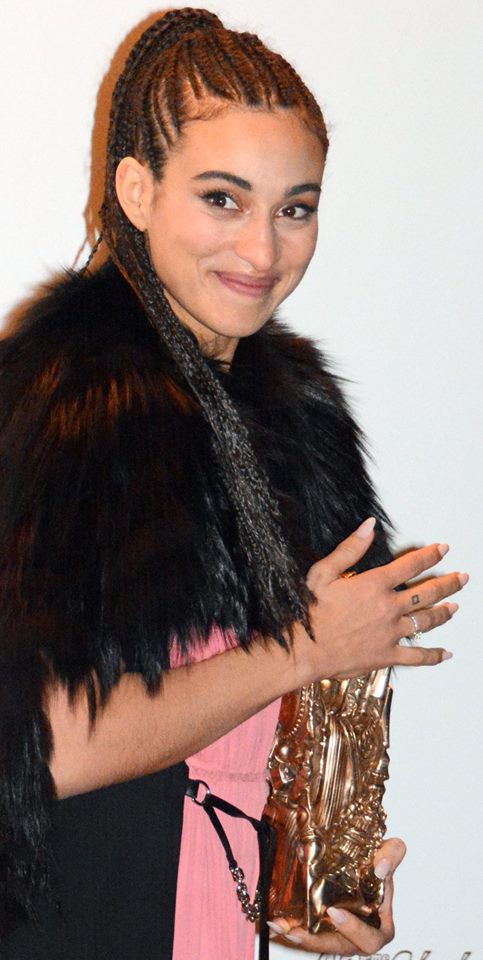
La comédienne et son César 2018 du meilleur espoir féminin, pour Le Brio.

Jordana fait en 2012 ses débuts en tant qu'actrice, tout d’abord avec un second rôle dans la comédie dramatique La Stratégie de la poussette, de Clément Michel, puis avec un rôle dans le téléfilm Les Mauvaises Têtes, où elle donne la réplique à Daniel Prévost.
En 2014, la production internationale Bird People, de Pascale Ferran, l'emmène au 67e Festival de Cannes.
L'année suivante, Jordana défend trois autres seconds rôles : au cinéma dans les comédies dramatiques Je suis à vous tout de suite et Nous trois ou rien, aux côtés de Leila Bekhti. Elle apparaît également à la télévision, sur  la chaîne Canal+, dans l'unique saison de la série internationale Panthers, où elle joue la petite sœur du personnage incarné par Tahar Rahim.
Parallèlement, Jordana sort un album réalisé par Babx  dont un premier extrait est dévoilé le 22 mai 2014. L’album, intitulé Dans la peau, sort le 8 septembre 2014.
Au printemps 2016, Jordana tourne dans le premier long-métrage de Sou Abadi, Cherchez la femme. Elle signe la chanson Ce qui nous lie est là pour le drame familial Ce qui nous lie, de Cédric Klapisch, sorti la même année.
En 2017, elle tient le premier rôle féminin du drame initiatique Le Brio, avec Daniel Auteuil, sous la direction d'Yvan Attal. Sa performance lui vaut le César de la meilleure révélation féminine.
Le magazine américain Variety annonce en janvier 2017 que Jordana doit jouer dans Sœurs d'armes, film de Caroline Fourest ,.

### Troisième album (2018-2019)
Lost, troisième album de Jordana, paraît en novembre 2018 chez Arista. Il est conçu avec Laurent Bardainne. Jordana choisit d’y présenter ses engagements : « Je ne peux pas faire des chansons pour raconter mes vacances ou mes histoires d’amour, même si j’adore ça ».
Dans la chanson Dhaouw, Jordana évoque le massacre du 17 octobre 1961 : « Dans la Seine, le poids des os. Ils coulent, depuis le grand saut ». Camélia Jordana rend hommage à Freddie Gray dans un clip et dénonce les violences policières. Elle fait aussi référence à l'affaire Adama Traoré. En 2019, elle remporte une Victoire de la musique pour cet album dans la catégorie Musiques du monde.
Comme actrice, Jordana  joue dans la comédie sociale Chacun pour tous, réalisée par Vianney Lebasque, où elle seconde Ahmed Sylla et Jean-Pierre Darroussin. Elle double aussi Gwen Stacy dans l'acclamé film d'animation Spider-Man: New Generation, mis en scène par Peter Ramsey. Début 2019, elle joue dans le drame historique Curiosa, réalisé par Lou Jeunet. L'actrice y côtoie Noémie Merlant, Niels Schneider et Benjamin Lavernhe.

### Poursuite du cinéma et quatrième album (depuis 2020)
En 2020, alors que sortent les films Parents d'élèves de Noémie Saglio, puis Les choses qu'on dit, les choses qu'on fait d'Emmanuel Mouret, Jordana tourne l'adaptation cinématographique de Vous n'aurez pas ma haine d'Antoine Leiris et enregistre le double album Facile x fragile.
Après le succès de sa chanson  Facile en 2020, Jordana sort son quatrième album Facile x Fragile, en janvier 2021,.
En 2024, elle chante sur l'album MRA de la chanteuse tunisienne et américaine Emel Mathlouthi, avec une participation sur le titre Mazel.
Lors du Festival de Cannes 2025, elle est membre du jury de la Cinéfondation et courts-métrages, sous la présidence de Maren Ade.

## Prises de position

### Société dans laquelle elle ne se «reconnaît pas»
En novembre 2018, Jordana affirme que sa génération ne se reconnait pas dans la société française, dirigée par de « vieux blancs riches ». Cette déclaration suscite de vives réactions, lui valant notamment d’être accusée de racisme antiblanc. Pour sa part, Lucas Bretonnier, journaliste à Marianne, écrit que les différentes déclarations de Jordana font le « marketing des origines » et dépeint une génération passée « d’un extrême (la honte) à un autre (la revendication criarde) ».
L'année suivante, dans un entretien accordé au quotidien  La Provence, Camélia Jordana déclare à propos du conflit kurde en Turquie que « si c'étaient des blancs catholiques qui se faisaient massacrer, on trouverait des solutions »,.

### Violences policières associées au racisme
Le 23 mai 2020, interrogée par Philippe Besson dans l’émission télévisée On n'est pas couché, Jordana déclare au sujet des violences policières : « Je parle des hommes et des femmes qui vont travailler tous les matins en banlieue et qui se font massacrer pour nulle autre raison que leur couleur de peau, c’est un fait. » Elle ajoute : « Il y a des milliers de personnes qui ne se sentent pas en sécurité face à un flic, et j’en fais partie. Aujourd’hui j’ai les cheveux défrisés, quand j’ai les cheveux frisés, je ne me sens pas en sécurité face à un flic en France. Vraiment. Vraiment »,.
Ces propos entraînent de vives réactions. Christophe Castaner, ministère de l'Intérieur, écrit sur Twitter : « Non, Madame, « les hommes et les femmes qui vont travailler tous les matins en banlieue » ne se font pas « massacrer pour nulle autre raison que leur couleur de peau ». Ces propos mensongers et honteux alimentent la haine et la violence. Ils appellent une condamnation sans réserve. »,. Des personnalités de droite et d'extrême droite désapprouvent également ses déclarations, les jugeant haineuses et passibles de poursuites judiciaires,. Le syndicat Alliance Police nationale annonce saisir le procureur de la République,.
Des personnalités de gauche dont Manon Aubry, Manuel Bompard, Rokhaya Diallo ou Aurélien Taché approuvent cependant les propos de la chanteuse,. L’association SOS Racisme lui apporte son soutien et fait état d'une impossibilité de traiter le sujet et d’un supposé racisme des forces de l’ordre,. Assa Traoré — sœur d’Adama Traoré, mort en 2016 après une interpellation — apporte son soutien à la chanteuse et lance le hashtag « #MoiAussiJaiPeurDevantLaPolice », qui est utilisé plus de 40 000 fois sur le réseau social à la date du 25 mai.
Face à la polémique, Jordana affirme le 25 mai sur le même réseau social être « épatée par toutes ces réactions » ; elle indique qu’elle n’entend plus s’exprimer dans les médias mais invite Christophe Castaner à débattre avec elle à la télévision et accorde un entretien au journal Le Monde.

### Sujet de la «responsabilité des hommes blancs»
Le 15 janvier 2021, dans le cadre de la présentation de son nouveau double album, elle déclare à L'Obs : « L’ensemble de ces chansons disent que si j’étais un homme, je demanderais pardon, je questionnerais les peurs, et je prendrais le temps de m’interroger. Car les hommes blancs sont, dans l’inconscient collectif, responsables de tous les maux de la terre »,. La Ligue internationale contre le racisme et l'antisémitisme dénonce cette déclaration, qu'elle estime « inconsciente »,.
Pour Claire Pian du HuffPost, ces phrases sont sorties de leur contexte. Elle indique que Camélia Jordana explique à L'Obs qu'elle tente dans cet album de se mettre à la place d’un homme et s'imagine qu'« elle demanderait pardon, questionnerait « les peurs » et prendrait le temps de s’interroger ». Le titre Les Garçons serait en fait selon elle « une déclaration d’amour aux hommes » qui s'inscrirait dans le but de donner tort à ce qu’elle dit être de l’ordre de l’inconscient collectif, à savoir que « les hommes blancs » seraient « responsables de tous les maux sur Terre », ce qu'elle entend également montrer par la suite dans un documentaire féministe où elle donne la parole aux hommes.

### Autre engagement
En décembre 2020, elle participe à une manifestation contre la proposition de loi relative à la sécurité globale et interprète à cette occasion Le Chant des partisans.

## Discographie

### Albums
| Année | Album                            | Meilleure position | Meilleure position | Meilleure position | Meilleure position | Ventes  | Certification    |
| Année | Album                            | France             | Belgique (WAL)     | Suisse             | Suisse (ROM)       | Ventes  | Certification    |
| ----- | -------------------------------- | ------------------ | ------------------ | ------------------ | ------------------ | ------- | ---------------- |
| 2010  | Camélia Jordana                  | 7                  | 12                 | 36                 | 9                  | 160 000 | * SNEP : Platine |
| 2014  | Dans la peau                     | 15                 | 29                 | 70                 | 10                 | 13 000  |                  |
| 2018  | Lost                             | 133                | —                  | —                  | —                  | 4 000   |                  |
| 2021  | Facile x Fragile                 | 3                  | 25                 | —                  | —                  | 25 000  |                  |
| 2021  | Sorøre (avec Amel Bent et Vitaa) | 13                 | 13                 | 46                 | 2                  | 3200    |                  |

### Singles
| Année | Single                            | Meilleure position | Meilleure position | Meilleure position | Meilleure position | Album                        | Certification  |
| Année | Single                            | France (Ventes) ,  | Belgique (WAL)     | Suisse             | Suisse (ROM)       | Album                        | Certification  |
| ----- | --------------------------------- | ------------------ | ------------------ | ------------------ | ------------------ | ---------------------------- | -------------- |
| 2010  | Non non non (Écouter Barbara)     | 3                  | 3                  | 48                 | 10                 | Camélia Jordana              |                |
| 2010  | Calamity Jane                     | —                  | —                  | —                  | —                  | Camélia Jordana              |                |
| 2011  | Moi c'est                         | —                  | 35                 | —                  | —                  | Camélia Jordana              |                |
| 2014  | Dans la peau                      | 95                 | —                  | —                  | —                  | Dans la peau                 |                |
| 2015  | La Fuite                          | —                  | —                  | —                  | —                  | Dans la peau                 |                |
| 2018  | Gangster                          | 178                | —                  | —                  | —                  | Lost                         |                |
| 2018  | Freddy Gray                       | —                  | —                  | —                  | —                  | Lost                         |                |
| 2020  | Facile                            | 56                 | 10                 | —                  | 20                 | Facile x Fragile             | SNEP : Platine |
| 2020  | Silence                           | 123                | 23                 | —                  | —                  | Facile x Fragile             |                |
| 2021  | Le Monde en main                  | —                  | —                  | —                  | —                  | Facile x Fragile             |                |
| 2021  | Marine (avec Amel Bent et Vitaa)  | —                  | —                  | —                  | —                  | Sorøre                       |                |
| 2021  | Ma Sœur (avec Amel Bent et Vitaa) | 159                | —                  | —                  | —                  | Sorøre                       | SNEP : Or      |
| 2022  | Mon Roi                           | —                  | —                  | —                  | —                  | Facile x Fragile (réédition) |                |
| 2022  | Je te suis                        | —                  | —                  | —                  | —                  | Facile x Fragile (réédition) |                |
| 2023  | Too fast                          | —                  | —                  | —                  | —                  | Facile x Fragile (réédition) |                |
| 2025  | Win Rak                           | —                  | —                  | —                  | —                  |                              |                |

### Autres participations musicales
Elle a participé à divers projets depuis lors :
- So in Love, album d'André Manoukian, sorti le 12 avril 2010, sur lequel elle interprète la chanson qu'elle avait chantée lors de son casting pour la nouvelle star, What a Wonderful World ;
- Pourquoi battait mon cœur, album d'Alex Beaupain, paru le 11 avril 2011, et sur lequel elle interprète en duo avec ce dernier le titre Avant la haine ;
- l'album La bande des mots, paru le 6 février 2012, sur lequel elle interprète l'un des poèmes Spleen de Charles Baudelaire qu'elle a mis elle-même en musique ;
- Elles et Lui d'Alain Chamfort dans lequel elle interprète en 2012 Bambou en duo avec le chanteur ;
- Autour de Chet, album d'hommage à Chet Baker paru en avril 2016, où elle interprète The Thrill is gone avec le trompettiste Eric Truffaz ;
- Déjà vu, album du Trio SR9, où elle reprend les tubes Malamente et Dance Monkey réarrangés pour chant et percussions.

Le 2 avril 2012, elle participe discrètement à une réunion du monde culturel organisée au Bataclan par Jean-Luc Mélenchon, candidat à la présidence de la République française, qu'elle reconnaît beaucoup apprécier. Le 6 mai 2012, elle a chanté pour la victoire de François Hollande lors de l'élection présidentielle.
En 2013, elle interprète Les Boîtes sur le projet Le Soldat rose 2 aux côtés d'artistes comme Nolwenn Leroy, Laurent Voulzy ou encore Élodie Frégé. Elle partage le titre Je ne t'ai jamais aimé sur l'album Drones personnels de Babx.
Elle est présente sur le nouvel album de Franck Monnet, Waimarama, sur une chanson intitulée Plus rien à me mettre.
En 2015, elle chante deux titres de l'album Les Gens dans l'enveloppe, chansons écrites et composées par Alex Beaupain pour accompagner le livre éponyme d'Isabelle Monnin (éd. JC Lattès).
Le 27 novembre 2015, elle participe à l'hommage national rendu aux Invalides aux victimes de l'attentat du 13 novembre 2015 à Paris, en chantant avec Nolwenn Leroy et Yael Naim Quand on n'a que l'amour de Jacques Brel.
Fin 2015, elle pose en Marianne, un sein dénudé, sur la une de l'hebdomadaire L'Obs pour le dernier numéro (double) de l'année consacré à ceux qui « vont faire 2016 ».
À partir de 2015, elle chante régulièrement pour les réfugiés de la crise migratoire.
En 2017, elle reprend Septembre sur l'album hommage à Barbara, intitulé Barbara et réalisé par le pianiste Alexandre Tharaud. Toujours en 2017, Camélia Jordana forme le duo Lost avec Laurent Bardainne (du groupe Poni Hoax). Le 18 mai 2017, le groupe dévoile Fi 3Lemi (Mon drapeau), un premier extrait de leur projet. Le 30 juin 2017 sort FLIP, premier album du rappeur parisien Lomepal dans lequel le duo Lost participe au titre Danse.
En 2020, elle partage le titre Kudia Kuetu avec l'artiste angolais Bonga sur son nouvel album à paraître en 2021.

## Tournées
| Année     | Nom de la tournée |
| --------- | ----------------- |
| 2010-2011 | Camélia Jordana   |
| 2014-2015 | Dans la peau      |

## Filmographie

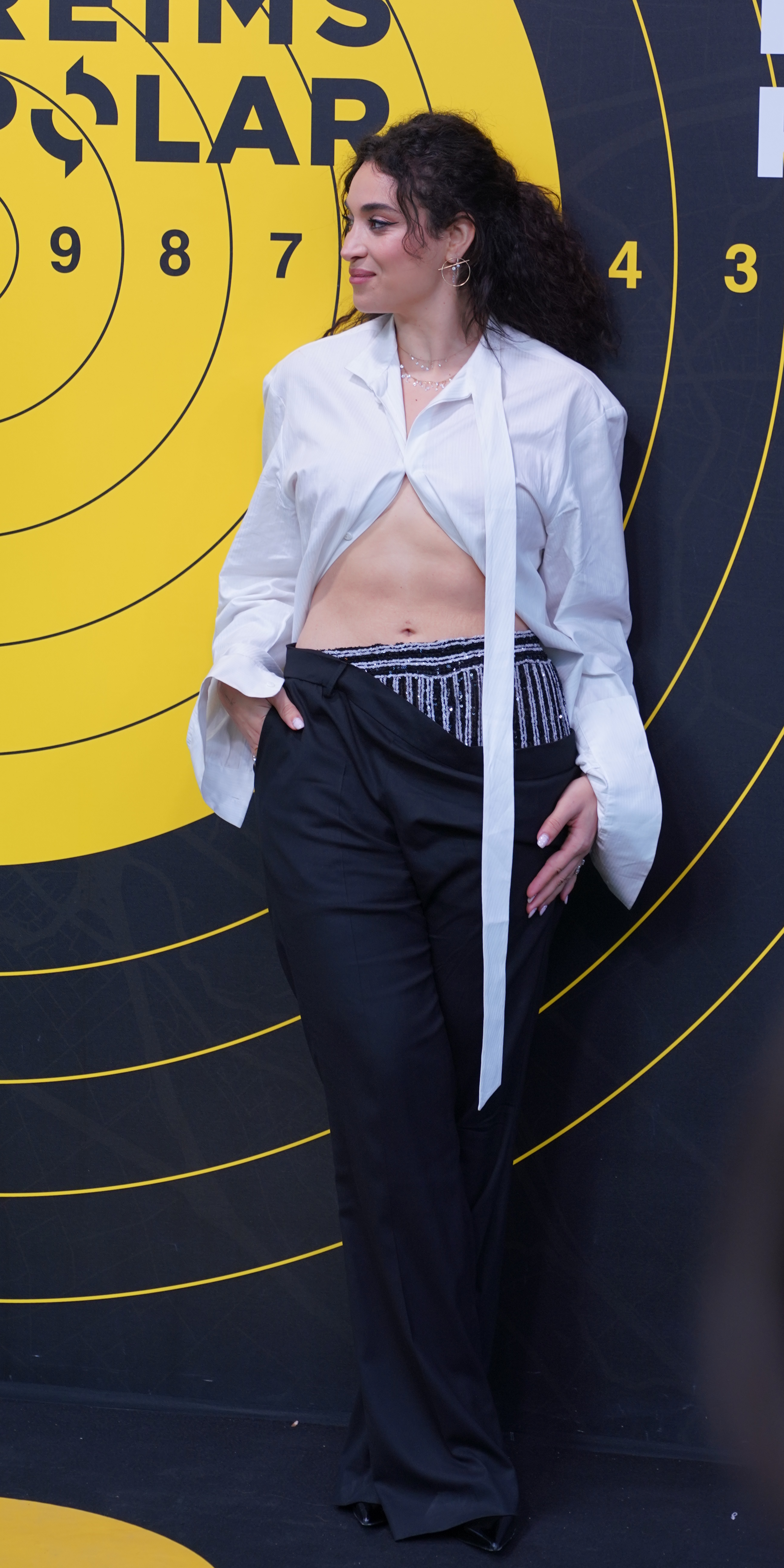
Camélia Jordana au Reims Polar 2025.

### Cinéma
- 2013 : La Stratégie de la poussette de Clément Michel : Mélanie
- 2014 : Bird People de Pascale Ferran : Leïla
- 2015 : Je suis à vous tout de suite de Baya Kasmi : Kenza
- 2015 : Nous trois ou rien de Kheiron : Maryam
- 2016 : La Fine Équipe de Magaly Richard-Serrano : Salima
- 2017 : Cherchez la femme de Sou Abadi : Leila
- 2017 : Le Brio de Yvan Attal : Neila Salah
- 2018 : Chacun pour tous de Vianney Lebasque : Julia
- 2019 : Sœurs d'armes de Caroline Fourest : Kenza
- 2019 : Haut les filles de François Armanet : elle-même
- 2019 : Curiosa de Lou Jeunet : Zohra Ben Brahim
- 2020 : La Nuit venue de Frédéric Farrucci : Naomie
- 2020 : Parents d'élèves de Noémie Saglio : Nora Portel
- 2020 : Les choses qu'on dit, les choses qu'on fait d'Emmanuel Mouret : Daphné
- 2022 : Vous n'aurez pas ma haine de Kilian Riedhof : Hélène
- 2023 : Avant que les flammes ne s'éteignent de Mehdi Fikri : Malika
- 2024 : Shukran de Pietro Malegori : Jala
- 2024 : Les Tempêtes de Dania Reymond : Fajar
- 2025 : Reine mère de Manele Labidi : Amel

### Télévision
- 2012 : Les Mauvaises Têtes de Pierre Isoard (téléfilm) : Fanny Moreno
- 2015 : Panthers de Johan Renck (série)
- 2020 : Désobéissant.e.s ! d'Adèle Flaux et Alizée Chiappini (documentaire) : narratrice[63]
- 2023 : Irrésistible d'Antony Cordier et Laure de Butler (série) : Adèle

### Doublage
- 2018 : Spider-Man: New Generation de Peter Ramsey : Gwen Stacy / Spider-Gwen[64]
- 2019 : Manou à l'école des goélands d'Andrea Block et Christian Haas : Kalifa[65]
- 2020 : 50 nuances de Grecs de Jul (série télévisée) : Hestia

## Théâtre
- 2013 : Réponse à une petite fille noir(t)e de Malou Vigier, mise en scène de Malou Vigier
- 2018 : Rien ne se passe jamais comme prévu de Kevin Keiss, mise en scène de Lucie Berelowitsch
- 2020 : Callisto et Arcas[66] d'après Ovide, mise en scène de Guillaume Vincent
- 2022 : Andando Lorca 1936 de Federico García Lorca, mise en scène Daniel San Pedro, théâtre des Bouffes du Nord et tournée

## Distinctions
| Année | Catégorie                                                                        | Prix ou cérémonie          | Résultat   |
| ----- | -------------------------------------------------------------------------------- | -------------------------- | ---------- |
| 2010  | Aucune                                                                           | Prix Constantin            | Nomination |
| 2011  | Révélation française de l'année                                                  | NRJ Music Awards           | Nomination |
| 2011  | Meilleure interprète féminine                                                    | Globe de cristal           | Nomination |
| 2011  | Artiste révélation du public                                                     | Victoires de la musique    | Nomination |
| 2011  | Artiste révélation scène                                                         | Victoires de la musique    | Nomination |
| 2011  | Chanson de l'année pour Non Non Non (Écouter Barbara)                            | La Chanson de l'année      | Nomination |
| 2015  | Aucune                                                                           | Prix Talents W9            | Nomination |
| 2018  | Aucune                                                                           | Prix Romy-Schneider        | Nomination |
| 2018  | Lumière de la révélation féminine pour Le Brio                                   | 23e cérémonie des Lumières | Nomination |
| 2018  | César du meilleur espoir féminin pour Le Brio                                    | 43e cérémonie des César    | Lauréat    |
| 2019  | Album de musiques du monde pour LOST                                             | Victoires de la musique    | Lauréat    |
| 2020  | Chanson de l'année pour Facile                                                   | La Chanson de l'année      | Nomination |
| 2020  | Artiste féminine francophone de l'année                                          | NRJ Music Awards           | Nomination |
| 2020  | Chanson francophone de l'année pour Facile                                       | NRJ Music Awards           | Nomination |
| 2021  | Lumière de la meilleure actrice pour Les Choses qu'on dit, les choses qu'on fait | 26e cérémonie des Lumières | Nomination |
| 2021  | César de la meilleure actrice pour Les Choses qu'on dit, les choses qu'on fait   | 46e cérémonie des Césars   | Nomination |
| 2021  | Chanson originale pour Facile                                                    | Victoires de la musique    | Nomination |
| 2021  | Chanson de l'année pour Silence                                                  | La Chanson de l'année      | Nomination |
| 2022  | Artiste féminine francophone de l'année                                          | NRJ Music Awards           | Nomination |

- chevalier des Arts et des Lettres en juillet 2024 par Rachida Dati[68]

## Parcours dansNouvelle Star
| Date                      | Titre                          | Interprète original | Notes           |
| ------------------------- | ------------------------------ | ------------------- | --------------- |
| 7 avril 2009              | Quelqu'un m'a dit              | Carla Bruni         | 4 bleus         |
| 14 avril 2009             | Heart of Glass                 | Blondie             | 4 bleus         |
| 21 avril 2009             | I Wanna Be Loved by You        | Marilyn Monroe      | 2 bleus         |
| 28 avril 2009             | Womanizer                      | Britney Spears      | 4 bleus         |
| 5 mai 2009                | Le Coup de soleil              | Richard Cocciante   | 3 bleus (sur 3) |
| 12 mai 2009               | Anyone Else but You (en)       | The Moldy Peaches   | 4 bleus         |
| 12 mai 2009               | Que reste-t-il de nos amours ? | Charles Trenet      | 3 bleus         |
| 19 mai 2009               | Ton invitation                 | Louise Attaque      | 4 bleus         |
| 19 mai 2009               | Back to Black                  | Amy Winehouse       | 2 bleus         |
| 26 mai 2009               | Killing Me Softly              | Lori Lieberman      | 4 bleus         |
| 26 mai 2009               | La Madrague                    | Brigitte Bardot     | 3 bleus         |
| 2 juin 2009 (demi-finale) | Foundations (en)               | Kate Nash           | 4 bleus         |
| 2 juin 2009 (demi-finale) | Mistral gagnant                | Renaud              | 4 bleus         |
| 2 juin 2009 (demi-finale) | Paint It Black                 | The Rolling Stones  | 4 bleus         |

## Galerie

Photos de concert
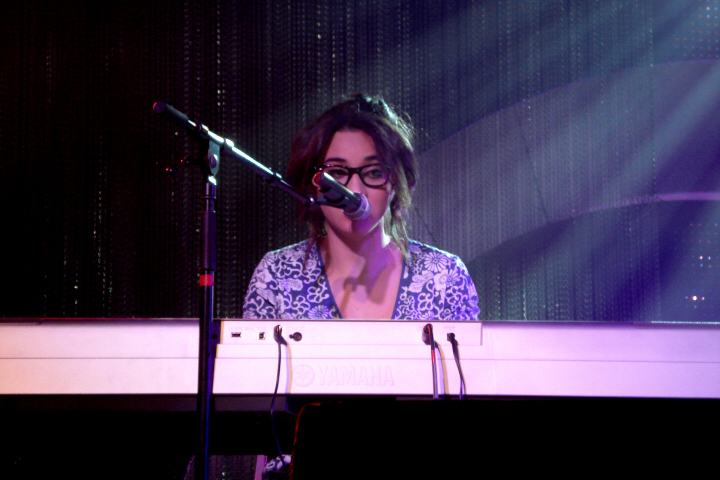
Concert à Dieppe, le 21 juin 2009.
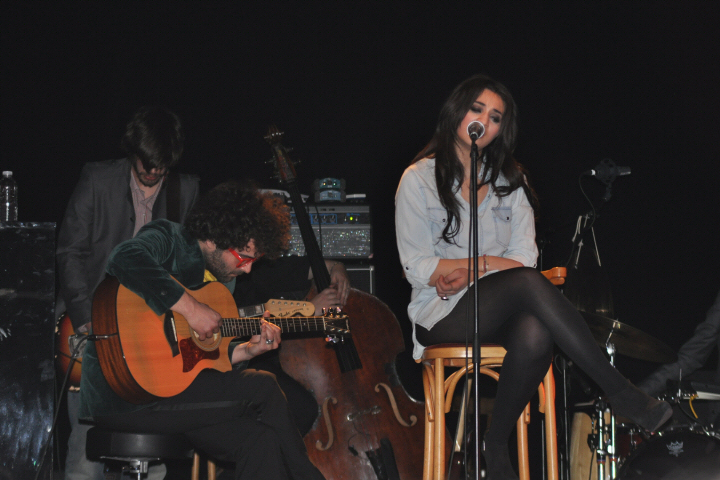
Concert à Paris, le 12 avril 2010.
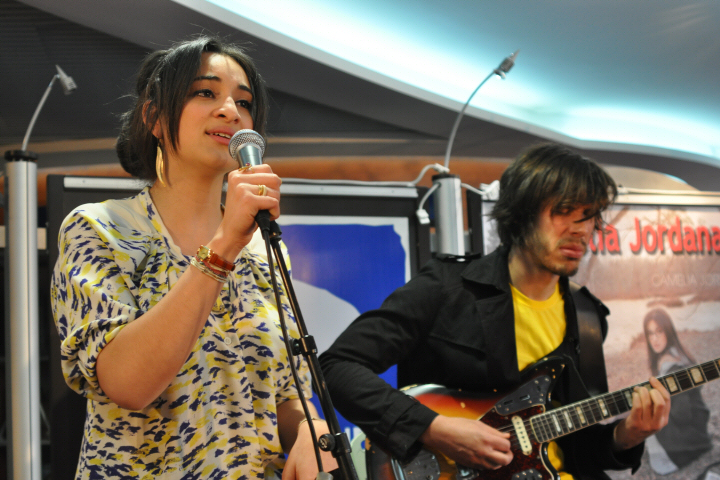
Showcase à Caen, le 18 mai 2010.
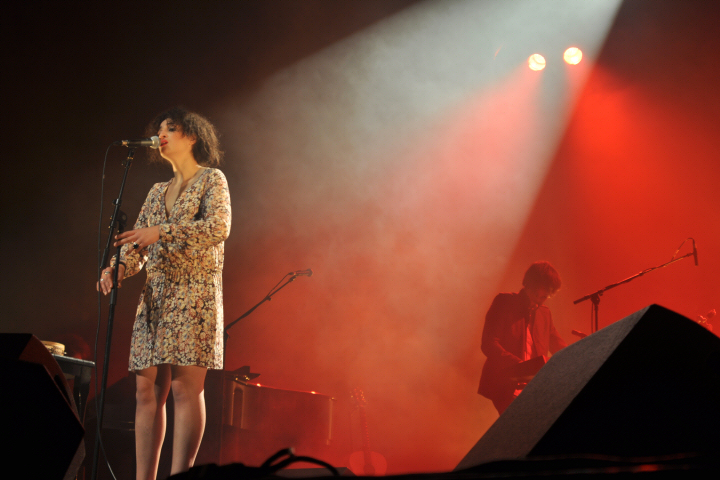
Concert à Deauville, le 22 octobre 2010.
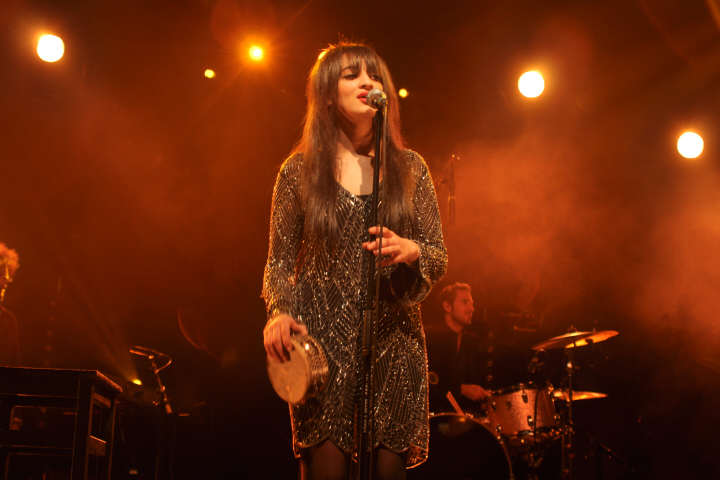
Concert à Saint-Lô, le 27 novembre 2010.
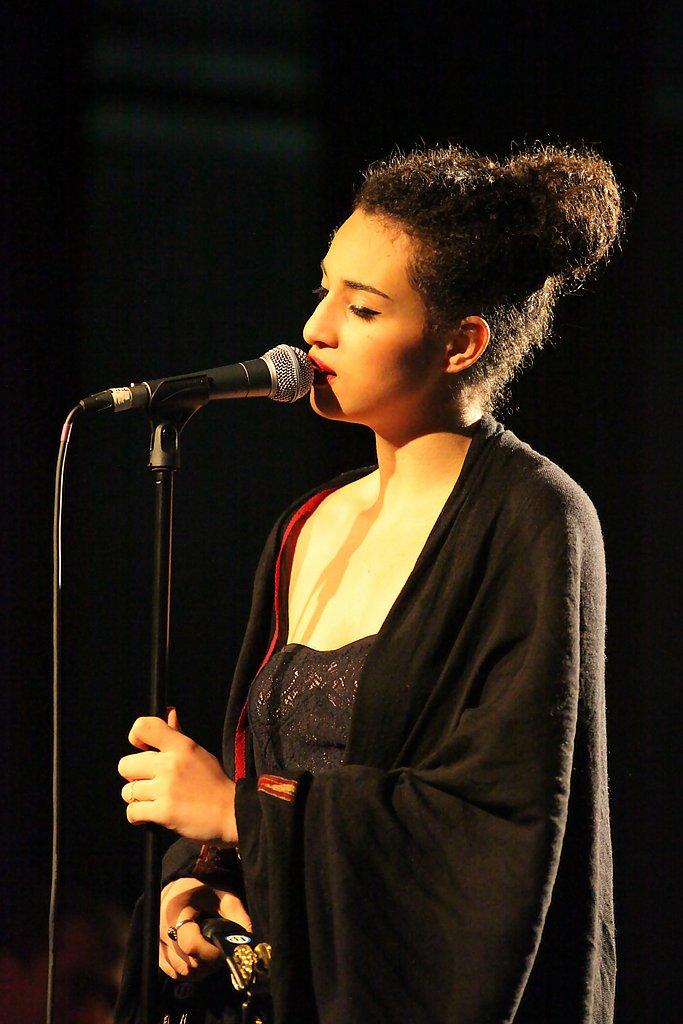
Concert à Morcenx, le 9 avril 2011.
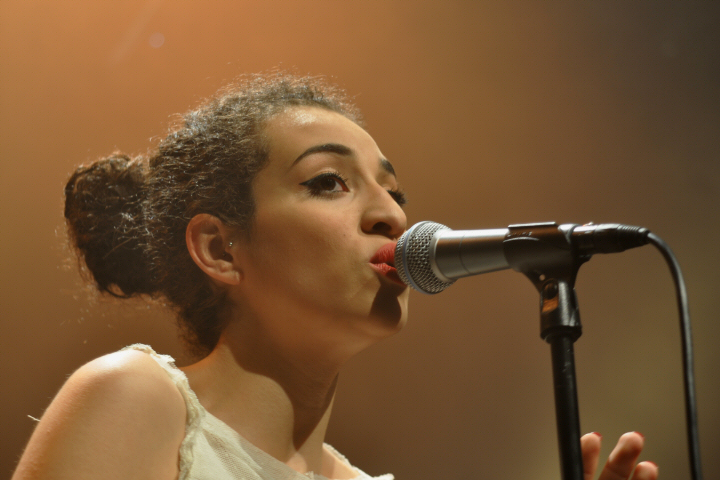
Concert à Nanterre, le 6 mai 2011.
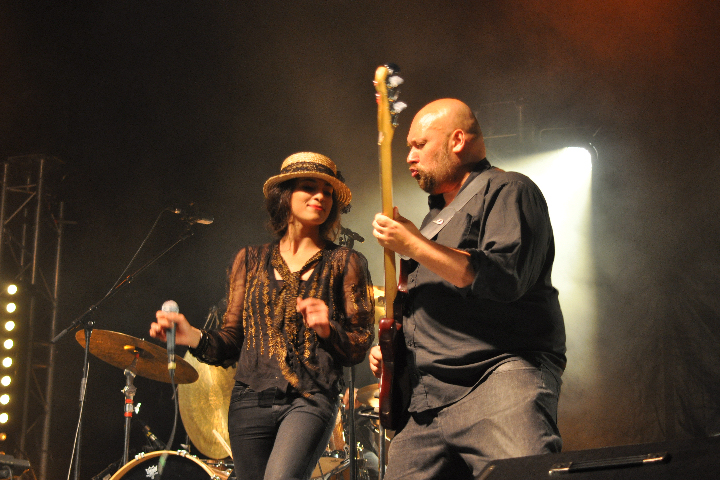
Concert à Beauvais, le 1 juillet 2011.
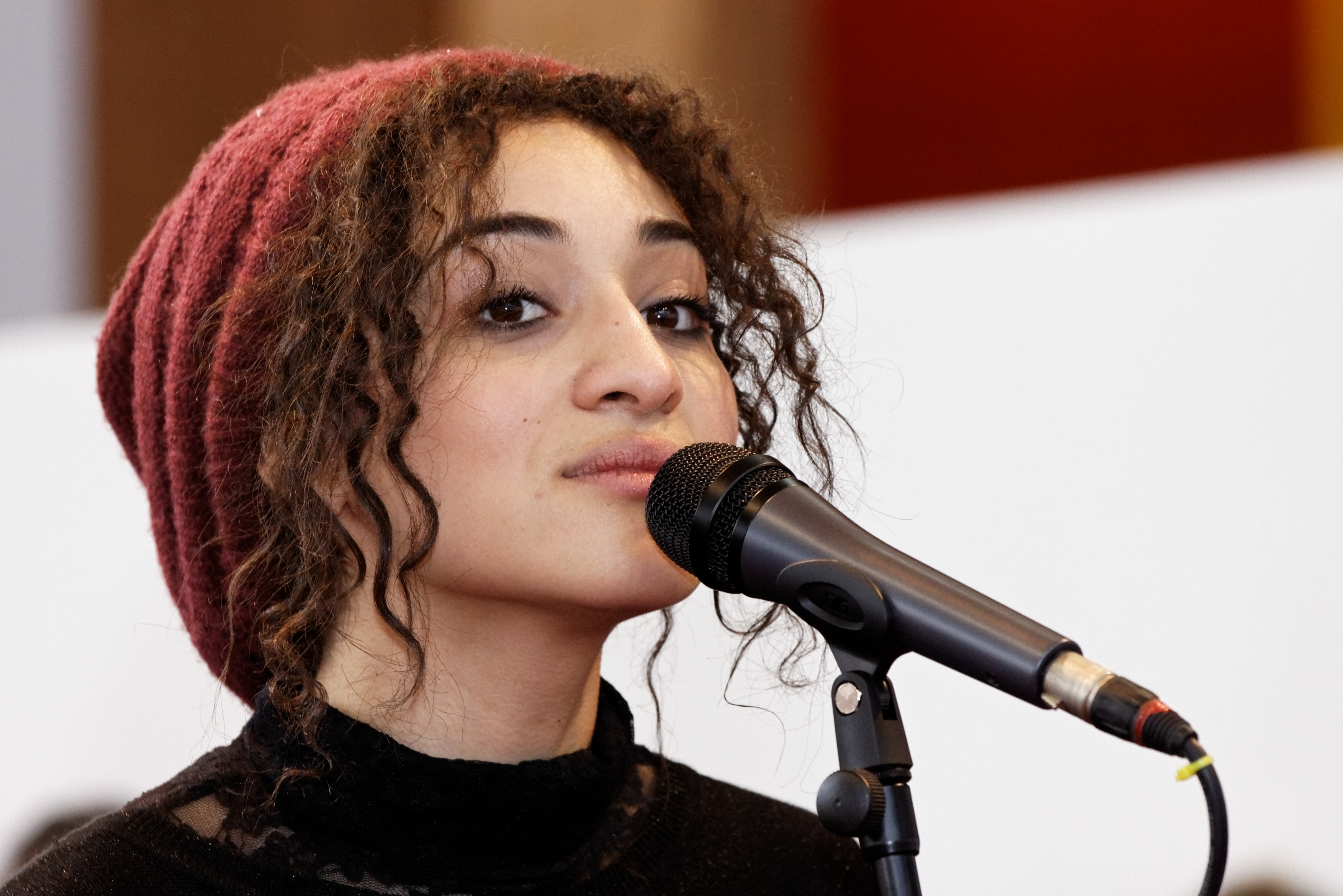
Concert au Salon du livre de Paris 2012.